# Đèo Gió (Xín Mần)
Đèo Gió là đèo trên đường tỉnh 178 ở vùng ranh giới xã Nậm Dẩn và Nà Chì huyện Xín Mần tỉnh Hà Giang .
Năm 2009 Thác Tiên - Đèo Gió Bộ Văn hóa, Thể thao và Du lịch xếp hạng là di tích danh thắng quốc gia.

## Vị trí
Đèo Gió trên Đường tỉnh 178 ở vùng ranh giới xã Nậm Dẩn với xã Nà Chì huyện Xín Mần, cách thị trấn Cốc Pài 22°41′07″B 104°27′46″Đ / 22,685368°B 104,462883°Đ cỡ 18 km .
Cách đỉnh Đèo Gió cỡ 2 km phía bắc là thác Tiên 22°35′37″B 104°29′42″Đ / 22,593493°B 104,494952°Đ ở bản Ngam Lâm xã Nậm Dẩn. Cùng với Bãi đá cổ Nậm Dẩn chúng hợp thành các điểm du lịch hấp dẫn .
Đường tỉnh 178 nối vào quốc lộ 279 ở ngã ba Nậm Pio 22°24′52″B 104°35′32″Đ / 22,414459°B 104,59217°Đ thị trấn Yên Bình huyện Quang Bình, Hà Giang.